# Derevețke, Berdeansk
Derevețke (în ucraineană Деревецьке) este un sat în comuna Cervone Pole din raionul Berdeansk, regiunea Zaporijjea, Ucraina.

## Demografie
Componența lingvistică a localității Derevețke
     Ucraineană (85,38%)
     Rusă (10,77%)
     Bulgară (1,54%)
     Alte limbi (2,31%)
Conform recensământului din 2001, majoritatea populației localității Derevețke era vorbitoare de ucraineană (85,38%), existând în minoritate și vorbitori de rusă (10,77%) și bulgară (1,54%).